# Гуліков Віктор Сергійович
Ві́ктор Сергі́йович Гу́ліков  — штаб-сержант Збройних сил України, учасник російсько-української війни, що відзначився під час російського вторгнення в Україну в 2022 році. Повний кавалер ордена «За мужність».

## Нагороди
- орден «За мужність» I ступеня (22.06.2022) — За особисту мужність і самовіддані дії, виявлені у захисті державного суверенітету та територіальної цілісності України, вірність військовій присязі.
- орден «За мужність» II ступеня (20.07.2016) — За особисту мужність і високий професіоналізм, виявлені у захисті державного суверенітету та територіальної цілісності України, вірність військовій присязі.
- орден «За мужність» III ступеня (27.06.2015) — За особисту мужність і високий професіоналізм, виявлені у захисті державного суверенітету та територіальної цілісності України, вірність військовій присязі.